# Salsa romántica
Salsa sensual redirige aquí
La salsa romántica, salsa rosa, salsa erótica o salsa sensual es un subgénero de la salsa que alcanzó cierta notoriedad desde mediados de los años 1980, impulsado por el sello TH-Rodven.  Se caracteriza por el uso de melodías lentas, melancólicas y letras de temática básicamente romántica. El 22 de agosto se celebra el Día Internacional de la Salsa Romántica.

## Historia

### Antecedentes
Desde los años 1970, la salsa gozó de gran difusión y popularidad en América Latina y países de Europa.  En Japón, grupos como la Orquesta de la Luz interpretaron con propiedad este ritmo. 
No obstante, ya en los años 1980, el ritmo comenzó a mostrar signos de cansancio, reflejándose en una disminución de popularidad y ventas. La escena salsera neoyorquina, concentrada en el sello Fania Records, comenzó a decaer y como muestra tenemos el fracaso de la película "The Last Fight" en 1982. Esto se debió entre otras cosas a una sonoridad repetitiva y al auge alcanzado por otros ritmos como el merengue en la escena de la "música latina".
Los salseros empezaron a emigrar rápidamente hacia nuevos sellos discográficos como Bronco Records, de Bobby Valentín y la TH-Rodven. Algunos artistas, como el caso de Luis "Perico" Ortíz, crearon sus propios sellos y otros, como Tito Puente y Ray Barreto, se inclinaron hacia el Jazz Latino.   
Otro elemento que afectó negativamente a Fania Records fueron los problemas personales de uno de sus artistas principales como Héctor Lavoe y su posterior fallecimiento en 1993, además de la separación no amistosa en 1982 del binomio Willie Colón-Rubén Blades. No volvieron a reunirse sino hasta 1995, 13 años después, para la producción del álbum "Tras la tormenta".
Las letras con temática amorosa han estado en la salsa desde su origen. Se pueden citar casos como el de Roberto Roena con canciones como "Guaguancó del adiós" y "Mi desengaño"; Willie Colón con "Sin poderte hablar"; Héctor Lavoe con "Periódico de ayer",  Rubén Blades con "Sin tu cariño" y "Buscando Guayaba"; y Bobby Valentin con "La boda de ella". Pero en los ochenta grabar baladas en salsa era una novedad. Louie Ramírez y Ray de la Paz con Orquesta La Inmensidad que tuvo como vocalista a Roberto Blades, iniciando esta fiebre en Nueva York.
Orquestas ya renombradas y solistas veteranos comenzaron a interesarse por este experimento. Tal fue el caso de las orquestas de Tommy Olivencia, Willie Rosario, Mario Ortiz, Bobby Valentín con su cantante Cano Estremera y solistas como Lalo Rodríguez, Andy Montañez y Paquito Guzmán entre otros más, aunque una de las agrupaciones más importantes en la música latina como Fania All-Stars nunca experimentó con este subgénero de la salsa ya que algunos de sus integrantes consideraban que hacer eso, sería dejar de lado las bases de la "salsa dura" que venían tocando desde sus inicios y amenazaban con dejar la orquesta si es que se hacía esto. A pesar de eso, sus integrantes si cantaron algunos temas de corte romántico en sus álbumes en solitario como Adalberto Santiago, Willie Colón e incluso Héctor Lavoe, este último recibió a finales de los años 1980, una propuesta para firmar por TH-Rodven pero sus problemas personales hicieron que no responda y se quede finalmente en Fania Records. Algunos temas que Lavoe cantó en salsa romántica fueron «Siento», «Amor Soñado», «La Verdad», «Cuándo, Cuándo, Cuándo», «Escarcha», «Ella Mintió» y más.

### Años 1980 yboomcomercial de la salsa romántica
A mediados de los años 1970, algunas agrupaciones como Orquesta La Solución, La Primerísima de Tommy Olivencia y otros más, incluían en sus álbumes temas románticos; mientras que para los años 1980, exactamente en 1983, la Orquesta Inmensidad, con Roberto Blades como uno de sus vocalistas, publicó Alegría, álbum considerado por expertos en salsa como el que dio inicio a la salsa erótica. Por esos años, Tommy Olivencia convocó a Frankie Ruiz en sustitución del joven Gilberto Santa Rosa, quién se unió a la banda de Willie Rosario, en el año 1981. Frankie ya tenía experiencia pues había sido cantante en diversas agrupaciones como Charlie López y la Orquesta Nueva, así como en Orquesta La Solución, donde se hizo conocido por haber interpretado los temas «La Vecina» y «La Rueda». 
Desde el año 1981, Tommy Olivencia decidió incluir más temas románticos en sus discos como «Misteriosa Mujer», «Fantasía de un Carpintero», «Como Una Estrella», «Que Se Mueran de Envidia», «Lo Dudo» (balada original de José José) y otros temas más. Estas canciones, junto a otras como «Aléjate de Mí» y «Te Estoy Estudiando», interpretados por la voz de Frankie Ruiz, lograron que Olivencia obtenga más premios y reconocimientos.  
Frankie se quedó en la orquesta de Olivencia hasta 1985, año en el que se volvió cantante solista. A partir de 1985, intérpretes como Héctor Tricoche y Paquito Acosta asumen el lugar de Frankie Ruiz en la orquesta de Olivencia. Temas como «Fiesta de besos», «No me tires la primera piedra», «Dícelo a él», «Lápiz de carmín», «No soy automático», «12 rosas» y «Lobo domesticado», consagraron a la orquesta como fiel exponente de la salsa romántica en Latinoamérica. En 1990, Tricoche, al igual que Ruiz, abandonó la orquesta y se convirtió en solista firmado por el sello TH-Rodven.

#### TH-Rodven
TH-Rodven fue, durante los años 1980, uno de los sellos más representativos dentro del movimiento de la salsa romántica y le tocó competir con los sellos MP y RMM durante principios de los años 1990. Para este sello grabaron figuras como Oscar D'León, Andy Montañez, Willie Rosario, Orquesta Mulenze, Tommy Olivencia, La Solución Eddie Santiago y muchos nuevos solistas como Frankie Ruiz.
Originalmente el sello se llamó TH o Top Hits, pero al fusionarse con Sono-Rodven, que era de origen venezolano al igual que TH, cambió su nombre a TH-Rodven. Del equipo de TH-Rodven formaron parte músicos como Giovanni Hidalgo, Tommy Villariny y Cuto Soto; arreglistas como Don Max Torres, Nino Segarra; compositores como Cheín García, Valter Polignano, Pedro Azael, Pedro Arroyo; y productores como Julio César Delgado.  
En el año 1985, la nueva propuesta musical venía de la mano de Frankie Ruiz con su primer disco en solitario Solista... Pero No Solo para el sello TH-Rodven; este álbum trajo consigo los temas «Amor de un Momento», «Si Esa Mujer Me Dice Que Si», «El Camionero», «Tu Con El», «Esta Cobardía», «Como le Gustan a Usted», «La Cura» y «Ahora Me Toca a Mi» que dio inicio a una nueva etapa en la salsa. Un año después (1986), se unió al sello TH-Rodven, el novel vocalista Eddie Santiago quien con su primer disco Atrevido y Diferente, con letras sugestivas y explícitas, se sumó al nuevo estilo musical que estaba predominando por esos años, la salsa erótica. A este álbum, pertenecen los temas «Quiero amarte en la Hierba», «De profesión, tu amante», «Qué locura enamorarme de ti» y «Tú me quemas». No obstante a las limitaciones como vocalista y la simpleza de los arreglos, Santiago publicó dos producciones más: Sigo Atrevido e Invasión de la Privacidad de 1987 y 88, respectivamente. 
A Frankie Ruiz y Eddie Santiago se les sumaron Paquito Guzmán, Héctor Tricoche, Lalo Rodríguez y muchos otros. Ellos fueron los creadores de la salsa "sensual" que no era tan "atrevida" pero que duraría más tiempo viva que la salsa erótica. Durante finales de los años 1980, la mayoría de los artistas salseros cantarían este tipo de letras, que buscaban un acercamiento hacia el público femenino, temática casi inexistente en los años 1970.
En los posteriores años, se volvió a retomar la verdadera esencia romántica con que empezó todo. Eddie Santiago se animó a grabar baladas logrando versiones muy populares como fueron los temas «Todo empezó» y «Lluvia», además de Frankie Ruiz, que en 1987 volvió con el álbum Voy Pa' Encima que incluyó los temas «Imposible amor», «Quiero llenarte» y «Desnúdate Mujer», una de las canciones más recordadas de esta época. Los posteriores álbumes de Frankie fueron: En Vivo Y... A Todo Color..! (1988), Más Grande Que Nunca (1989), Mi Libertad (1992), Puerto Rico Soy Tuyo (1993), Mirándote (1994) y Tranquilo (1996).
Paquito Guzmán, veterano artista de larga trayectoria, pasó mucho tiempo al lado de Tommy Olivencia y después de casi 20 años, se separó de éste en 1980, aunque siguió cantando ocasionalmente con él. Precursor del romanticismo, Guzmán ya había grabado boleros y baladas en salsa incluso antes de que esto fuera "rutina" en el género. Algunos ejemplos son: "Esa mujer que tu ves ahí" y "Lo que un día fue, no será". Poseedor de una gran voz, fue artífice del álbum: "Las mejores baladas en salsa",  producción de la que forman parte temas como "25 rosas", "Ser amantes" y "Se nos rompió el amor". Después grabaría otros discos como "Tu amante romántico", "Aquí conmigo", "5 noches" y "Y es que llegaste tú".

## Otros exponentes
En esta vertiente se enmarcan intérpretes como Alberto Naranjo, José Alberto "El Canario", Willie González, Charlie Cruz, Tito Gómez, Viti Ruiz, Luis Enrique, Ray Sepúlveda, Johnny Rivera, Víctor Manuelle, Marc Anthony, Tito Rojas, Tony Vega, Mickey Taveras, La India y Jerry Rivera, Tito Nieves, Amilcar Boscan, Gilberto Santa Rosa, Maelo Ruiz, Fruko y sus Tesos y  The Latin Brothers. Durante los años 1980, en Colombia surgieron agrupaciones como el Grupo Niche, La Misma Gente, Los Titanes y Orquesta Guayacán. Joe Arroyo, anteriormente cantante de Fruko y sus Tesos, aportó aires con influencia de la cumbia colombiana.